# وي وانغ
وي وانغ هي لاعب كرة مضرب صينية، ولدت في 1961.

## وصلات خارجية
- وي وانغ على موقع أوليمبيديا (الإنجليزية)